# Vingt-quatrième district congressionnel de l'État de New York
Le 24e district congressionnel de New York est situé dans le nord de l'État de New York, dans la région des Finger Lakes, s'étendant le long du Lac Ontario, depuis près de Buffalo à l'ouest jusqu'à Watertown à l'est. Le district n'inclut pas Rochester, qui se trouve dans le 25e district. Depuis 2023, il est représenté par la Républicaine Claudia Tenney. Lors des élections de 2022, elle a voté plus fortement Républicain que toute autre circonscription de l'État. Avant le redécoupage entré en vigueur en 2023, le district comprenait la ville de Syracuse.
Le district actuel comprend tout ou partie des comtés de Cayuga, Wayne, Oswego, Ontario, Jefferson, Livingston, Niagara, Genesee, Wyoming, Seneca, Yates et Orleans. Avec un indice de vote CPVI de R+13, c'est le district le plus Républicain de New York.

## Historique de vote

### Résultats selon les frontières actuelles (depuis 2023)[1]
| Année | Poste     | Résultats             |
| ----- | --------- | --------------------- |
| 2016  | Président | Trump 57,0 % – 36,0 % |
| 2020  | Président | Trump 57,0 % – 40,0 % |

### Résultats selon les frontières entre 2013 et 2023
| Année | Poste     | Résultats               |
| ----- | --------- | ----------------------- |
| 2008  | Président | Obama 56,0 % - 42,0 %   |
| 2012  | Président | Obama 57,0 % - 41,0 %   |
| 2016  | Président | Clinton 49,0 % - 45,0 % |
| 2020  | Président | Biden 53,0 % - 44,0 %   |

## Liste des Représentants du district
| Membre                          | Parti                 | Années                             | Congrès        | Histoire électorale | Zone géographique |
| ------------------------------- | --------------------- | ---------------------------------- | -------------- | --- | ----------------- |
| District établit le 4 mars 1823 |                       |                                    |                | |                   |
| Rownland Day (en)               | Républicain-Démocrate | 1 mars 1823 - 3 mars 1825          | 18e            | Élu en 1822. |                   |
| Charles Kellogg (en)            | Jacksonien (en)       | 4 mars 1825 - 3 mars 1827          | 19e            | Élu en 1824. |                   |
| Nathaniel Garrow (en)           | Jacksonien (en)       | 4 mars 1827 - 3 mars 1829          | 20e            | Élu en 1826. |                   |
| Gershom Powers (en)             | Jacksonien (en)       | 4 mars 1829 - 3 mars 1831          | 21e            | Élu en 1828. |                   |
| Ulysses F. Doubleday (en)       | Jacksonien (en)       | 4 mars 1831 - 3 mars 1833          | 22e            | Élu en 1830. |                   |
| Rowland Day (en)                | Jacksonien (en)       | 4 mars 1833 - 3 mars 1835          | 23e            | Élu en 1832. |                   |
| Ulysses F. Doubleday (en)       | Jacksonien (en)       | 4 mars 1835 - 3 mars 1837          | 24e            | Élu en 1834. |                   |
| William H. Noble (en)           | Démocrate             | 4 mars 1837 - 3 mars 1839          | 25e            | Élu en 1836. |                   |
| Christopher Morgan (en)         | Whig                  | 4 mars 1839 - 3 mars 1843          | 26e , 27e      | Élu en 1838. Réélu en 1840. |                   |
| Horace Wheaton (en)             | Démocrate             | 4 mars 1843 - 3 mars 1847          | 28e , 29e      | Élu en 1842. Réélu en 1844. |                   |
| Daniel Gott (en)                | Whig                  | 4 mars 1847 - 3 mars 1851          | 30e , 31e      | Élu en 1846. Réélu en 1848. |                   |
| Daniel T. Jones (en)            | Démocrate             | 4 mars 1851 - 3 mars 1855          | 32e , 33e      | Élu en 1850. Réélu en 1852. |                   |
| Amos P. Granger (en)            | Opposition Party (en) | 4 mars 1855 - 3 mars 1857          | 34e , 35e      | Élu en 1854. Réélu en 1856. |                   |
| Amos P. Granger (en)            | Républicain           | 4 mars 1857 - 3 mars 1859          | 34e , 35e      | Élu en 1854. Réélu en 1856. |                   |
| Charles B. Sedgwick (en)        | Républicain           | 4 mars 1859 - 3 mars 1863          | 36e , 37e      | Réélu en 1858. Réélu en 1860. |                   |
| Theodore M. Pomeroy (en)        | Républicain           | 4 mars 1863 - 3 mars 1869          | 38e - 40e      | Redécoupage depuis le 25e district et réélu en 1862. Réélu en 1864. Réélu en 1866.                                                                                |                   |
| George W. Cowles (en)           | Républicain           | 4 mars 1869 - 3 mars 1871          | 41e            | Élu en 1868. |                   |
| John E. Seeley (en)             | Républicain           | 4 mars 1871 - 3 mars 1873          | 42e            | Élu en 1870. |                   |
| R. Holland Duell (en)           | Républicain           | 4 mars 1873 - 3 mars 1875          | 43e            | Redécoupage depuis le 23e district et réélu en 1872. |                   |
| William H. Baker (en)           | Républicain           | 4 mars 1875 - 3 mars 1879          | 44e , 45e      | Élu en 1874. Réélu en 1876. |                   |
| Joseph Mason (en)               | Républicain           | 4 mars 1879 - 3 mars 1883          | 46e , 47e      | Élu en 1878. Réélu en 1880. |                   |
| Newton W. Nutting (en)          | Républicain           | 4 mars 1883 - 3 mars 1885          | 48e            | Élu en 1882. |                   |
| John S. Pindar (en)             | Démocrate             | 4 mars 1885 - 3 mars 1887          | 49e            | Élu en 1884. |                   |
| David Wilber (en)               | Républicain           | 4 mars 1887 - 1er avril 1890       | 50e , 51e      | Élu en 1886. Réélu en 1888. Décès. |                   |
| Vacant                          | Vacant                | 1er avril 1890 - 4 novembre 1890   | 51e            | |                   |
| John S. Pindar (en)             | Démocrate             | 4 novembre 1890 - 3 mars 1891      | 51e            | Élu pour terminer le mandat de Wilber. |                   |
| George Van Horn (en)            | Démocrate             | 4 mars 1891 - 3 mars 1893          | 52e            | Élu en 1890. |                   |
| Charles A. Chickering (en)      | Républicain           | 4 mars 1893 - 13 février 1900      | 53e - 56e      | Élu en 1892. Réélu en 1894. Réélu en 1896. Réélu en 1898. Décès.                                                                                                  |                   |
| Vacant                          | Vacant                | 13 février 1900 - 6 novembre 1900  | 56e            | |                   |
| Albert D. Shaw (en)             | Républicain           | 6 novembre 1900 - 10 février 1901  | 56e            | Élu pour terminer le mandat de Chickering. Réélu en 1900. Décès.                                                                                                  |                   |
| Vacant                          | Vacant                | 10 févirer 1901 - 5 novembre 1901  | 56e , 57e      | |                   |
| Charles L. Knapp (en)           | Républicain           | 5 novembre 1901 - 3 mars 1903      | 57e            | Élu pour terminer le mandat de Shaw. Redécoupage vers le 28e district.                                                                                            |                   |
| George J. Smith (en)            | Républicain           | 4 mars 1903 - 3 mars 1905          | 58e            | Élu en 1902. |                   |
| Frank J. LeFevre (en)           | Républicain           | 4 mars 1905 - 3 mars 1907          | 59e            | Élu en 1904. |                   |
| George W. Fairchild (en)        | Républicain           | 4 mars 1907 - 3 mars 1913          | 60e - 62e      | Élu en 1906. Réélu en 1908. Réélu en 1910. Redécoupage vers le 34e district.                                                                                      |                   |
| Woodson R. Oglesby (en)         | Démocrate             | 4 mars 1913 - 3 mars 1917          | 63e , 64e      | Élu en 1912. Réélu en 1914. |                   |
| Benjamin L. Fairchild (en)      | Républicain           | 4 mars 1917 - 3 mars 1919          | 65e            | Élu en 1916. Perd sa réélection. |                   |
| James V. Ganly (en)             | Démocrate             | 4 mars 1919 - 3 mars 1921          | 66e            | Élu en 1918. Perd sa réélection. |                   |
| Benjamin L. Fairchild (en)      | Républicain           | 4 mars 1921 - 3 mars 1923          | 67e            | Élu en 1920. Perd sa réélection. |                   |
| James V. Ganly (en)             | Démocrate             | 4 mars 1923 - 7 septembre 1923     | 68e            | Élu en 1922. Décès. |                   |
| Vacant                          | Vacant                | 7 septembre 1923 - 6 novembre 1923 | 68e            | |                   |
| Benjamin L. Fairchild (en)      | Républicain           | 6 novembre 1923 - 3 mars 1927      | 68e , 69e      | Élu pour terminer le mandat de Ganly. Réélu en 1924. Perd sa réélection.                                                                                          |                   |
| James M. Fitzpatrick (en)       | Démocrate             | 4 mars 1927 - 3 janvier 1945       | 70e - 78e      | Élu en 1926. Réélu en 1928. Réélu en 1930. Réélu en 1932. Réélu en 1934. Réélu en 1936. Réélu en 1938. Réélu en 1940. Réélu en 1942.                              |                   |
| Benjamin J. Rabin (en)          | Démocrate             | 3 janvier 1945 - 31 décembre 1947  | 79e , 80e      | Élu en 1944. Réélu en 1946. Démissionne après avoir été élu à la Cour Suprême de New York.                                                                        |                   |
| Vacant                          | Vacant                | 1er jancier 1948 - 16 février 1948 | 80e            | |                   |
| Leo Isacson (en)                | American Labor Party  | 17 février 1948 - 3 janvier 1949   | 80e            | Élu pour terminer le mandat de Rabin. Perd sa réélection. |                   |
| Isidore Dollinger (en)          | Démocrate             | 3 janvier 1949 - 3 janvier 1953    | 81e , 82e      | Élu en 1948. Réélu en 1950. Redécoupage vers le 23e district. |                   |
| Charles A. Buckley (en)         | Démocrate             | 3 janvier 1953 - 3 janvier 1963    | 83e - 87e      | Redécoupage depuis le 25e district et réélu en 1952. Réélu en 1954. Réélu en 1956. Réélu en 1958. Réélu en 1960. Redécoupage vers le 23e district.                |                   |
| Paul A. Fino (en)               | Républicain           | 3 janvier 1963 - 31 décembre 1968  | 88e - 90e      | Redécoupage depuis le 25e district et réélu en 1962. Réélu en 1964. Réélu en 1966. Démissionne après avoir été élu Juge Assesseur de la Cour Suprême de New York. |                   |
| Vacant                          | Vacant                | 1er janvier 1969 - 3 janvier 1969  | 90e            | |                   |
| Mario Biaggi                    | Démocrate             | 3 janvier 1969 - 3 janvier 1973    | 91e , 92e      | Élu en 1968. Réélu en 1970. Redécoupage vers le 10e district. |                   |
| Ogden Reid (en)                 | Démocrate             | 3 janvier 1973 - 3 janvier 1975    | 93e            | Redécoupage depuis le 26e district et réélu en 1972. |                   |
| Richard Ottinger (en)           | Démocrate             | 3 janvier 1975 - 3 janvier 1983    | 94e - 97e      | Élu en 1974. Réélu en 1976. Réélu en 1978. Réélu en 1980. Redécoupage vers le 20e district.                                                                       |                   |
| Gerald Solomon (en)             | Républicain           | 3 janvier 1983 - 3 janvier 1993    | 98e - 102e     | Redécoupage depuis le 29e district et réélu en 1982. Réélu en 1984. Réélu en 1986. Réélu en 1988. Réélu en 1990. Redécoupage vers le 22e district.                |                   |
| John M. McHugh (en)             | Républicain           | 3 janvier 1993 - 3 janvier 2003    | 103e - 107e    | Élu en 1992. Réélu en 1994. Réélu en 1996. Réélu en 1998. Réélu en 2000. Redécoupage vers le 23e district.                                                        |                   |
| Sherwood Boehlert               | Républicain           | 3 janvier 2003 - 3 janvier 2007    | 108e , 109e    | Redécoupage depuis le 23e district et réélu en 2002. Réélu en 2004. Retrait.                                                                                      | 2003–2013         |
| Mike Arcuri                     | Démocrate             | 3 janvier 2007 - 3 janvier 2011    | 110e , 111e    | Élu en 2006. Réélu en 2008. Perd sa réélection. | 2003–2013         |
| Richard L. Hanna                | Républicain           | 3 janvier 2011 - 3 janvier 2013    | 112e           | Élu en 2010. Redécoupage vers le 22e district. | 2003–2013         |
| Dan Maffei                      | Démocrate             | 3 janvier 2013 - 3 janvier 2015    | 113e           | Redécoupage depuis le 25e district et réélu en 2012. Perd sa réélection.                                                                                          | 2013–2023         |
| John Katko                      | Républicain           | 3 janvier 2015 - 3 janvier 2023    | 114e - 117e    | Élu en 2014. Réélu en 2016. Réélu en 2018. Réélu en 2020. Redécoupage vers le 22e district et retrait.                                                            | 2013–2023         |
| Claudia Tenney                  | Républicain           | 3 janvier 2023 - Présent           | 118e - Présent | Redécoupage depuis le 23e district et réélue en 2022. | 2023–2025         |

## Résultats des récentes élections
Voici les résultats des dix précédents cycles électoraux dans le district.

### 2004
| Élection de 2004 du 24e district congressionnel de New York | Élection de 2004 du 24e district congressionnel de New York | Élection de 2004 du 24e district congressionnel de New York | Élection de 2004 du 24e district congressionnel de New York | Élection de 2004 du 24e district congressionnel de New York |
| ----------------------------------------------------------- | ----------------------------------------------------------- | ----------------------------------------------------------- | ----------------------------------------------------------- | ----------------------------------------------------------- |
| Parti                                                       | Parti                                                       | Candidat                                                    | Votes                                                       | %                                                           |
|                                                             | Républicain                                                 | Sherwood Boehlert (sortant)                                 | 143 000                                                     | 56,9                                                        |
|                                                             | Démocrate                                                   | Jeff A. Miller                                              | 85 140                                                      | 33,9                                                        |
|                                                             | Conservateur (en)                                           | David L. Walrath                                            | 23 228                                                      | 9,2                                                         |
| Total des votes                                             | Total des votes                                             | Total des votes                                             | 251 368                                                     | 100 %                                                       |
|                                                             | Les Républicains conservent                                 |                                                             |                                                             |                                                             |

### 2006
| Élection de 2006 du 24e district congressionnel de New York | Élection de 2006 du 24e district congressionnel de New York | Élection de 2006 du 24e district congressionnel de New York | Élection de 2006 du 24e district congressionnel de New York | Élection de 2006 du 24e district congressionnel de New York |
| ----------------------------------------------------------- | ----------------------------------------------------------- | ----------------------------------------------------------- | ----------------------------------------------------------- | ----------------------------------------------------------- |
| Parti                                                       | Parti                                                       | Candidat                                                    | Votes                                                       | %                                                           |
|                                                             | Démocrate                                                   | Mike Arcuri                                                 | 109 686                                                     | 51,0                                                        |
|                                                             | Républicain                                                 | Raymond A. Meier                                            | 91 504                                                      | 42,6                                                        |
|                                                             | Libertarien                                                 | Michael J. Sylvia III                                       | 2 134                                                       | 1,0                                                         |
|                                                             | Autres                                                      | Autres                                                      | 11 641                                                      | 5,4                                                         |
| Total des votes                                             | Total des votes                                             | Total des votes                                             | 214 965                                                     | 100 %                                                       |
|                                                             | Les Démocrates prennent aux Républicains                    |                                                             |                                                             |                                                             |

### 2008
| Élection de 2008 du 24e district congressionnel de New York | Élection de 2008 du 24e district congressionnel de New York | Élection de 2008 du 24e district congressionnel de New York | Élection de 2008 du 24e district congressionnel de New York | Élection de 2008 du 24e district congressionnel de New York |
| ----------------------------------------------------------- | ----------------------------------------------------------- | ----------------------------------------------------------- | ----------------------------------------------------------- | ----------------------------------------------------------- |
| Parti                                                       | Parti                                                       | Candidat                                                    | Votes                                                       | %                                                           |
|                                                             | Démocrate                                                   | Mike Arcuri (sortant)                                       | 130 799                                                     | 52,0                                                        |
|                                                             | Républicain                                                 | Richard L. Hanna                                            | 120 880                                                     | 48,0                                                        |
|                                                             | Autres                                                      | Autres                                                      | 13                                                          | 0                                                           |
| Total des votes                                             | Total des votes                                             | Total des votes                                             | 251 692                                                     | 100 %                                                       |
|                                                             | Les Démocrates conservent                                   |                                                             |                                                             |                                                             |

### 2010
| Élection de 2010 du 24e district congressionnel de New York | Élection de 2010 du 24e district congressionnel de New York | Élection de 2010 du 24e district congressionnel de New York | Élection de 2010 du 24e district congressionnel de New York | Élection de 2010 du 24e district congressionnel de New York |
| ----------------------------------------------------------- | ----------------------------------------------------------- | ----------------------------------------------------------- | ----------------------------------------------------------- | ----------------------------------------------------------- |
| Parti                                                       | Parti                                                       | Candidat                                                    | Votes                                                       | %                                                           |
|                                                             | Républicain                                                 | Richard L. Hanna                                            | 96 686                                                      | 52,9                                                        |
|                                                             | Démocrate                                                   | Mike Arcuri (sortant)                                       | 86 037                                                      | 47,1                                                        |
| Total des votes                                             | Total des votes                                             | Total des votes                                             | 182 723                                                     | 100 %                                                       |
|                                                             | Les Républicains prennent aux Démocrates                    |                                                             |                                                             |                                                             |

### 2012
| Élection de 2012 du 24e district congressionnel de New York | Élection de 2012 du 24e district congressionnel de New York | Élection de 2012 du 24e district congressionnel de New York | Élection de 2012 du 24e district congressionnel de New York | Élection de 2012 du 24e district congressionnel de New York |
| ----------------------------------------------------------- | ----------------------------------------------------------- | ----------------------------------------------------------- | ----------------------------------------------------------- | ----------------------------------------------------------- |
| Parti                                                       | Parti                                                       | Candidat                                                    | Votes                                                       | %                                                           |
|                                                             | Démocrate                                                   | Dan Maffei                                                  | 131 242                                                     | 48,7                                                        |
|                                                             | Républicain                                                 | Ann Marie Buerkle                                           | 116 641                                                     | 43,3                                                        |
|                                                             | Vert                                                        | Ursula Rozum                                                | 21 413                                                      | 8,0                                                         |
| Total des votes                                             | Total des votes                                             | Total des votes                                             | 269 296                                                     | 100 %                                                       |
|                                                             | Les Démocrates prennent aux Républicains                    |                                                             |                                                             |                                                             |

### 2014
| Élection de 2014 du 24e district congressionnel de New York | Élection de 2014 du 24e district congressionnel de New York | Élection de 2014 du 24e district congressionnel de New York | Élection de 2014 du 24e district congressionnel de New York | Élection de 2014 du 24e district congressionnel de New York |
| ----------------------------------------------------------- | ----------------------------------------------------------- | ----------------------------------------------------------- | ----------------------------------------------------------- | ----------------------------------------------------------- |
| Parti                                                       | Parti                                                       | Candidat                                                    | Votes                                                       | %                                                           |
|                                                             | Républicain                                                 | John Katko                                                  | 112 469                                                     | 59,9                                                        |
|                                                             | Démocrate                                                   | Dan Maffei (sortant)                                        | 75 286                                                      | 40,1                                                        |
| Total des votes                                             | Total des votes                                             | Total des votes                                             | 187 755                                                     | 100 %                                                       |
|                                                             | Les Républicains prennent aux Démocrates                    |                                                             |                                                             |                                                             |

### 2016
| Élection de 2016 du 24e district congressionnel de New York | Élection de 2016 du 24e district congressionnel de New York | Élection de 2016 du 24e district congressionnel de New York | Élection de 2016 du 24e district congressionnel de New York | Élection de 2016 du 24e district congressionnel de New York |
| ----------------------------------------------------------- | ----------------------------------------------------------- | ----------------------------------------------------------- | ----------------------------------------------------------- | ----------------------------------------------------------- |
| Parti                                                       | Parti                                                       | Candidat                                                    | Votes                                                       | %                                                           |
|                                                             | Républicain                                                 | John Katko (sortant)                                        | 170 532                                                     | 61,0                                                        |
|                                                             | Démocrate                                                   | Colleen Deacon                                              | 108 928                                                     | 39,0                                                        |
| Total des votes                                             | Total des votes                                             | Total des votes                                             | 279 460                                                     | 100 %                                                       |
|                                                             | Les Républicains conservent                                 |                                                             |                                                             |                                                             |

### 2018
| Élection de 2018 du 24e district congressionnel de New York | Élection de 2018 du 24e district congressionnel de New York | Élection de 2018 du 24e district congressionnel de New York | Élection de 2018 du 24e district congressionnel de New York | Élection de 2018 du 24e district congressionnel de New York |
| ----------------------------------------------------------- | ----------------------------------------------------------- | ----------------------------------------------------------- | ----------------------------------------------------------- | ----------------------------------------------------------- |
| Parti                                                       | Parti                                                       | Candidat                                                    | Votes                                                       | %                                                           |
|                                                             | Républicain                                                 | John Katko (sortant)                                        | 136 920                                                     | 52,6                                                        |
|                                                             | Démocrate                                                   | Dana Balter                                                 | 123 226                                                     | 47,4                                                        |
| Total des votes                                             | Total des votes                                             | Total des votes                                             | 260 146                                                     | 100 %                                                       |
|                                                             | Les Républicains conservent                                 |                                                             |                                                             |                                                             |

### 2020
| Élection de 2016 du 24e district congressionnel de New York | Élection de 2016 du 24e district congressionnel de New York | Élection de 2016 du 24e district congressionnel de New York | Élection de 2016 du 24e district congressionnel de New York | Élection de 2016 du 24e district congressionnel de New York |
| ----------------------------------------------------------- | ----------------------------------------------------------- | ----------------------------------------------------------- | ----------------------------------------------------------- | ----------------------------------------------------------- |
| Parti                                                       | Parti                                                       | Candidat                                                    | Votes                                                       | %                                                           |
|                                                             | Républicain                                                 | John Katko (sortant)                                        | 182 567                                                     | 53,1                                                        |
|                                                             | Démocrate                                                   | Dana Balter                                                 | 147 638                                                     | 43,0                                                        |
|                                                             | Working Families                                            | Steven Williams                                             | 13 232                                                      | 3,9                                                         |
| Total des votes                                             | Total des votes                                             | Total des votes                                             | 343 437                                                     | 100 %                                                       |
|                                                             | Les Républicains conservent                                 |                                                             |                                                             |                                                             |

### 2022
La Primaire Démocrate a été annulée. Steven Holden avance vers l'Élection Générale.
| Primaire Républicaine de 2022 du 24e district congressionnel de New York | Primaire Républicaine de 2022 du 24e district congressionnel de New York | Primaire Républicaine de 2022 du 24e district congressionnel de New York | Primaire Républicaine de 2022 du 24e district congressionnel de New York | Primaire Républicaine de 2022 du 24e district congressionnel de New York |
| ------------------------------------------------------------------------ | ------------------------------------------------------------------------ | ------------------------------------------------------------------------ | ------------------------------------------------------------------------ | ------------------------------------------------------------------------ |
| Parti                                                                    | Parti                                                                    | Candidat                                                                 | Votes                                                                    | %                                                                        |
|                                                                          | Républicain                                                              | Claudia Tenney (sortant)                                                 | 17 630                                                                   | 53,7                                                                     |
|                                                                          | Républicain                                                              | Mario Fratto                                                             | 13 150                                                                   | 40,0                                                                     |
|                                                                          | Républicain                                                              | George Phillips                                                          | 1 967                                                                    | 6,0                                                                      |

| Élection de 2022 du 24e district congressionnel de New York | Élection de 2022 du 24e district congressionnel de New York | Élection de 2022 du 24e district congressionnel de New York | Élection de 2022 du 24e district congressionnel de New York | Élection de 2022 du 24e district congressionnel de New York |
| ----------------------------------------------------------- | ----------------------------------------------------------- | ----------------------------------------------------------- | ----------------------------------------------------------- | ----------------------------------------------------------- |
| Parti                                                       | Parti                                                       | Candidat                                                    | Votes                                                       | %                                                           |
|                                                             | Républicain                                                 | Claudia Tenney (sortant)                                    | 182 054                                                     | 65,7                                                        |
|                                                             | Démocrate                                                   | Steven Holden                                               | 95 028                                                      | 34,3                                                        |
|                                                             | Write-In                                                    | Write-In                                                    | 171                                                         | 0,1                                                         |
| Total des votes                                             | Total des votes                                             | Total des votes                                             | 277 253                                                     | 100 %                                                       |
|                                                             | Les Républicains conservent                                 |                                                             |                                                             |                                                             |

### 2024
La Primaire Démocrate a été annulée. David Wagenhauser (D) avance vers l'Élection Générale.
| Primaire Républicaine de 2024 du 24e district congressionnel de New York | Primaire Républicaine de 2024 du 24e district congressionnel de New York | Primaire Républicaine de 2024 du 24e district congressionnel de New York | Primaire Républicaine de 2024 du 24e district congressionnel de New York | Primaire Républicaine de 2024 du 24e district congressionnel de New York |
| ------------------------------------------------------------------------ | ------------------------------------------------------------------------ | ------------------------------------------------------------------------ | ------------------------------------------------------------------------ | ------------------------------------------------------------------------ |
| Parti                                                                    | Parti                                                                    | Candidat                                                                 | Votes                                                                    | %                                                                        |
|                                                                          | Républicain                                                              | Claudia Tenney (sortant)                                                 | 19 485                                                                   | 61,1                                                                     |
|                                                                          | Républicain                                                              | Mario Fratto                                                             | 12 233                                                                   | 38,3                                                                     |
|                                                                          | Write-In                                                                 | Write-In                                                                 | 187                                                                      | 0,6                                                                      |

| Élection de 2024 du 24e district congressionnel de New York | Élection de 2024 du 24e district congressionnel de New York | Élection de 2024 du 24e district congressionnel de New York | Élection de 2024 du 24e district congressionnel de New York | Élection de 2024 du 24e district congressionnel de New York |
| ----------------------------------------------------------- | ----------------------------------------------------------- | ----------------------------------------------------------- | ----------------------------------------------------------- | ----------------------------------------------------------- |
| Parti                                                       | Parti                                                       | Candidat                                                    | Votes                                                       | %                                                           |
|                                                             | Républicain                                                 | Claudia Tenney (sortant)                                    | TBD                                                         | TBD                                                         |
|                                                             | Démocrate                                                   | David Wagenhauser                                           | TBD                                                         | TBD                                                         |
| Total des votes                                             | Total des votes                                             | Total des votes                                             | TBD                                                         | 100 %                                                       |
|                                                             |                                                             |                                                             |                                                             |                                                             |

## Frontières historiques du district
1869 - 1873 : La totalité de Cayuga, Seneca et Wayne
1919 - 1945 : Parties du Bronx et Westchester
1945 - 1971 : Parties du Bronx
1971 - 1973 : Parties du Bronx et Westchester
1973 - 1983 : Parties de Westchester
1983 - 1993 : La totalité de Columbia, Greene, Saratoga, Warren et Washington ; Parties de Dutchess et Rensselaer
1993 - 2003 : La totalité de Clinton, Franklin, Fulton, Hamilton, Jefferson, Lewis, Oswego, St. Lawrence ; Parties d'Essex et Herkimer
2003 - 2013 : La totalité de Chenango, Cortland, Herkimer et Seneca ; Parties de Broome, Cayuga, Orneida, Ontario, Otsego, Tioga et Tompkins
De 2013 à 2023 : La totalité de Cayuga, Onondaga et Wayne et la partie ouest d'Oswego. Sa plus grande ville était Syracuse.
De 2023 à 2033 : La totalité ou des parties de Cayuga, Wayne, Oswego, Ontario, Jefferson, Livingston, Niagara, Genesee, Wyoming, Seneca, Yates et Orleans

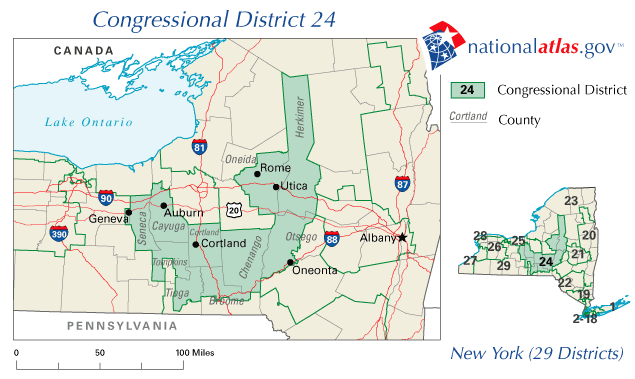
2003 - 2013

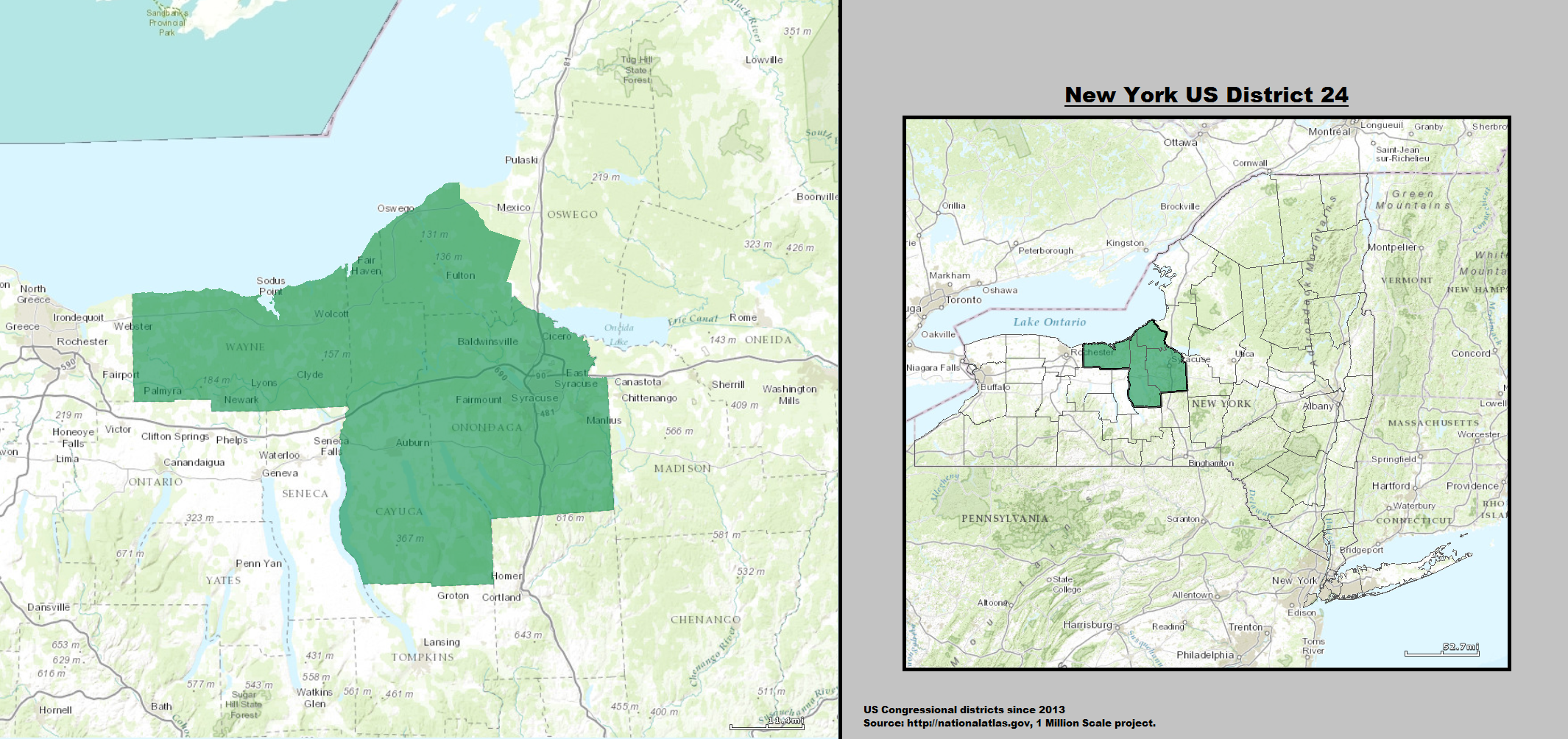
2013 - 2023